# Spółgłoska szczelinowa wargowo-zębowa bezdźwięczna
Spółgłoska szczelinowa wargowo-zębowa bezdźwięczna – rodzaj dźwięku spółgłoskowego występujący w językach naturalnych. W międzynarodowej transkrypcji fonetycznej IPA oznaczana symbolem: [f]. Głoska ta była obca językowi prasłowiańskiemu, a w języku polskim znalazła się dzięki zapożyczeniom z języków germańskich i łaciny. W najstarszych zapożyczeniach zastępowana przez [p] lub [b], np. niem. Farbe → pol. barwa.

## Artykulacja

### Opis
W czasie artykulacji podstawowego wariantu [f]:
- modulowany jest prąd powietrza wydychanego z płuc, czyli artykulacja tej spółgłoski wymaga inicjacji płucnej i egresji;
- tylna część podniebienia miękkiego na skutek działania mięśni zamyka dostęp do jamy nosowej, prąd powietrza uchodzi przez jamę ustną,
- prąd powietrza w jamie ustnej przepływa ponad całym językiem lub też co najmniej powietrze uchodzi wzdłuż środkowej linii języka,
- dolna warga kontaktuje się z górnymi siekaczami, tworząc małą szczelinę. Szczelina ta jest na tyle wąska, że masy powietrza wydychanego z płuc tworzą charakterystyczny szum;
- wiązadła głosowe nie drgają, spółgłoska ta jest bezdźwięczna[1].

### Warianty
Spółgłoska ta może podlegać drobnym zmianom na skutek zmian w artykulacji, np.:
- wzniesienie środkowej części grzbietu języka w stronę podniebienia twardego powoduje artykulację spółgłoski zmiękczonej (spalatalizowanej): [fʲ]
- wzniesienie tylnej części grzbietu języka w kierunku podniebienia tylnego powoduje artykulację spółgłoski welaryzowanej: [fˠ]
- zaokrąglenie warg powoduje artykulację spółgłoski labializowanej[fʷ][1]

## Występowanie
Przykłady w wybranych językach:
| Język       | Język                                    | Słowo      | IPA             | Znaczenie         | Uwagi                                                  |
| ----------- | ---------------------------------------- | ---------- | --------------- | ----------------- | ------------------------------------------------------ |
| arabski     | Modern Standard Arabic                   | ظرف        | [ðˤɑrf]         | 'powłoka'         |                                                        |
| kataloński  | kataloński                               | fase       | [ˈfazə]         | 'faza'            |                                                        |
| angielski   | Wszystkie dialekty                       | fill       | [fɪɫ]           | 'wypełnić'        | Zobacz: Fonologia i fonetyka języka angielskiego.      |
| angielski   | Cockney                                  | think      | [fɪŋk]          | 'myśleć'          | Inny sposób wymowy głoski θ.                           |
| angielski   | Różne gwary miejskie w Wielkiej Brytanii | think      | [fɪŋk]          | 'myśleć'          | Inny sposób wymowy głoski θ.                           |
| angielski   | Odmiana stosowana w Nowej Zelandii       | think      | [fɪŋk]          | 'myśleć'          | Inny sposób wymowy głoski θ.                           |
| angielski   | Odmiana stosowana w Południowej Afryce   | think      | [fɪŋk]          | 'myśleć'          | Szczególnie na końcu wyrazu.                           |
| francuski   | francuski                                | fabuleuse  | [fäbyˈløːz̪]     | 'świetny'         | Zobacz też: Wymowa i transkrypcja języka francuskiego. |
| ormiański   | Dialekt wschodni                         | ֆուտբոլ    | [fut̪bol]        | 'piłka nożna'     |                                                        |
| polski      | polski                                   | futro      | [ˈfut̪rɔ]        | -                 | Zobacz też: Fonetyka języka polskiego.                 |
| portugalski | portugalski                              | fogo       | [ˈfoɡʊ]         | 'ogień'           |                                                        |
| rumuński    | rumuński                                 | foc        | [fo̞k]           | 'ogień'           |                                                        |
| rosyjski    | rosyjski                                 | орфография | [ɐrfɐˈɡrafʲɪjə] | 'ortografia'      |                                                        |
| hiszpański  | hiszpański                               | fantasma   | [fã̠n̪ˈt̪a̠zma̠]     | 'duch'            |                                                        |
| ukraiński   | ukraiński                                | Фастів     | [ˈfɑsʲtʲiw]     | 'Fastów' (miasto) |                                                        |
| wietnamski  | wietnamski                               | pháo       | [faːw˧ˀ˥]       | 'petarda'         |                                                        |
| zapotecki   | zapotecki                                | cafe       | [kafɘ]          | 'kawa'            | Głównie w zapożyczeniach z języka hiszpańskiego.       |